# Michelle Curran
Michelle Curran (Medford, 1987) é major da Força Aérea dos Estados Unidos e piloto do Esquadrão de Demonstração Aérea da USAF, ou Thunderbirds. Curran é a Piloto Solo Líder do Esquadrão e é a única mulher voando com a equipe na temporada de 2020. Curran é a quinta mulher a voar com os Thunderbirds.

## Primeiros anos
Curran nasceu em Medford, Wisconsin. Ela estudou justiça criminal na Universidade de St. Thomas e competiu em vários esportes lá. Curran também atuou no Corpo de Treinamento de Oficiais da Reserva da Força Aérea (AFROTC) em St. Thomas.

## Carreira na Força Aérea
Curran começou a servir na Força Aérea dos Estados Unidos em 2009, ganhando uma comissão através do AFROTC. Seus primeiros dois anos com a Força Aérea foram gastos em treinamento de pilotos com o 14.º Grupo de Operações na Base Aérea de Columbus, no Mississippi. Seu próximo ano foi como estudante de F-16 com o 308.º Esquadrão de Caça na Luke Air Force Base, no Arizona. Curran então passou três anos na Base Aérea de Misawa no norte do Japão. Curran mais tarde trabalhou por três anos como instrutora de F-16 no 335.º Esquadrão de Caça no NAS JRB Fort Worth no Texas. Ela foi a primeira mulher a voar como parte do 335.º Esquadrão de Caças.
Curran juntou-se aos Thunderbirds em 2019 e atualmente voa como Thunderbird 5, servindo como Piloto Solo Líder para a Equipe de Demonstração. Ela voou como piloto de Left-Wing Solo durante sua primeira temporada com o Esquadrão, a primeira mulher a voar naquela posição. Curran é a única mulher piloto atualmente voando com o Esquadrão, e a quinta mulher no Esquadrão em geral.
Curran registrou mais de 1.500 horas de vôo totais com a Força Aérea. Ela serviu no Afeganistão por dois meses em 2016 como parte da Operação Sentinela da Liberdade e da Missão Apoio Resoluto, adquirindo 163 horas de combate.